# De Quincey
De Quincey – miejscowość na Seszelach położona na wyspie Mahé i dystrykcie Beau Vallon.